# Бадис ибн Аль-Мансур
Бадис ибн Аль-Мансур (араб. باديس بن المنصور‎; ум. 1016) — правитель государства Зиридов в Ифрикии (996—1016).

## Биография
Был сыном амира Аль-Мансура ибн Бологгина, унаследовав его титул в 996 году и признал над собой верховную власть фатимидского халифа.
В течение своего правления в союзе с двоюродным дедом Хаммадом ибн Бологгином вёл успешные войны с берберскими племенами, в ходе которых они были побеждены. 
В 1014 году Хаммад провозгласил независимость своего государства от Зиридов. Вскоре между Хаммадом и Бадисом началась война, и армия Бадиса одержала победу в одном из сражений. Через некоторое время армия Бадиса осадила столицу государства Хаммадидов Кала-Бени-Хаммад, во время которой Бадис скончался весной 1016 года. Наследником Бадиса стал его малолетний сын Аль-Муизз, признавший независимость государства Хаммадидов.